# Делшир (Огайо)
Делшир (англ. Delshire) — переписна місцевість (CDP) в США, в окрузі Гамільтон штату Огайо. Населення — 3158 осіб (2020).

## Географія
Делшир розташований за координатами 39°5′19″ пн. ш. 84°35′42″ зх. д. / 39.08861° пн. ш. 84.59500° зх. д. (39.088495, -84.594962).  За даними Бюро перепису населення США в 2010 році переписна місцевість мала площу 1,81 км², уся площа — суходіл.

## Демографія
Згідно з переписом 2010 року, у переписній місцевості мешкало 3180 осіб у 1066 домогосподарствах у складі 843 родин. Густота населення становила 1757 осіб/км².  Було 1151 помешкання (636/км²).
Расовий склад населення:
| - 93,0 % — білих - 2,9 % — чорних або афроамериканців - 1,7 % — азіатів - 0,2 % — корінних американців - 0,1 % — вихідців з тихоокеанських островів |

До двох чи більше рас належало 1,8 %. Частка іспаномовних становила 0,9 % від усіх жителів.
За віковим діапазоном населення розподілялося таким чином: 29,4 % — особи молодші 18 років, 60,6 % — особи у віці 18—64 років, 10,0 % — особи у віці 65 років та старші. Медіана віку мешканця становила 33,5 року. На 100 осіб жіночої статі у переписній місцевості припадало 97,6 чоловіків;  на 100 жінок у віці від 18 років та старших — 94,3 чоловіків також старших 18 років.
Середній дохід на одне домашнє господарство  становив 73 280 доларів США (медіана — 61 042), а середній дохід на одну сім'ю — 80 097 доларів (медіана — 68 906). Медіана доходів становила 47 134 долари для чоловіків та 36 595 доларів для жінок. За межею бідності перебувало 8,2 % осіб, у тому числі 10,1 % дітей у віці до 18 років та 3,0 % осіб у віці 65 років та старших.
Цивільне працевлаштоване населення становило 1430 осіб. Основні галузі зайнятості: освіта, охорона здоров'я та соціальна допомога — 22,4 %, роздрібна торгівля — 14,5 %, виробництво — 12,6 %, науковці, спеціалісти, менеджери — 11,7 %.